# Kissidougou (prefectuur)
Kissidougou is een prefectuur in de regio Faranah van Guinee. De hoofdstad is Kissidougou. De prefectuur heeft een oppervlakte van 6.230 km² en heeft 283.778 inwoners.
De prefectuur ligt in het zuiden van het land.

## Subprefecturen
De prefectuur is administratief verdeeld in 13 sub-prefecturen:

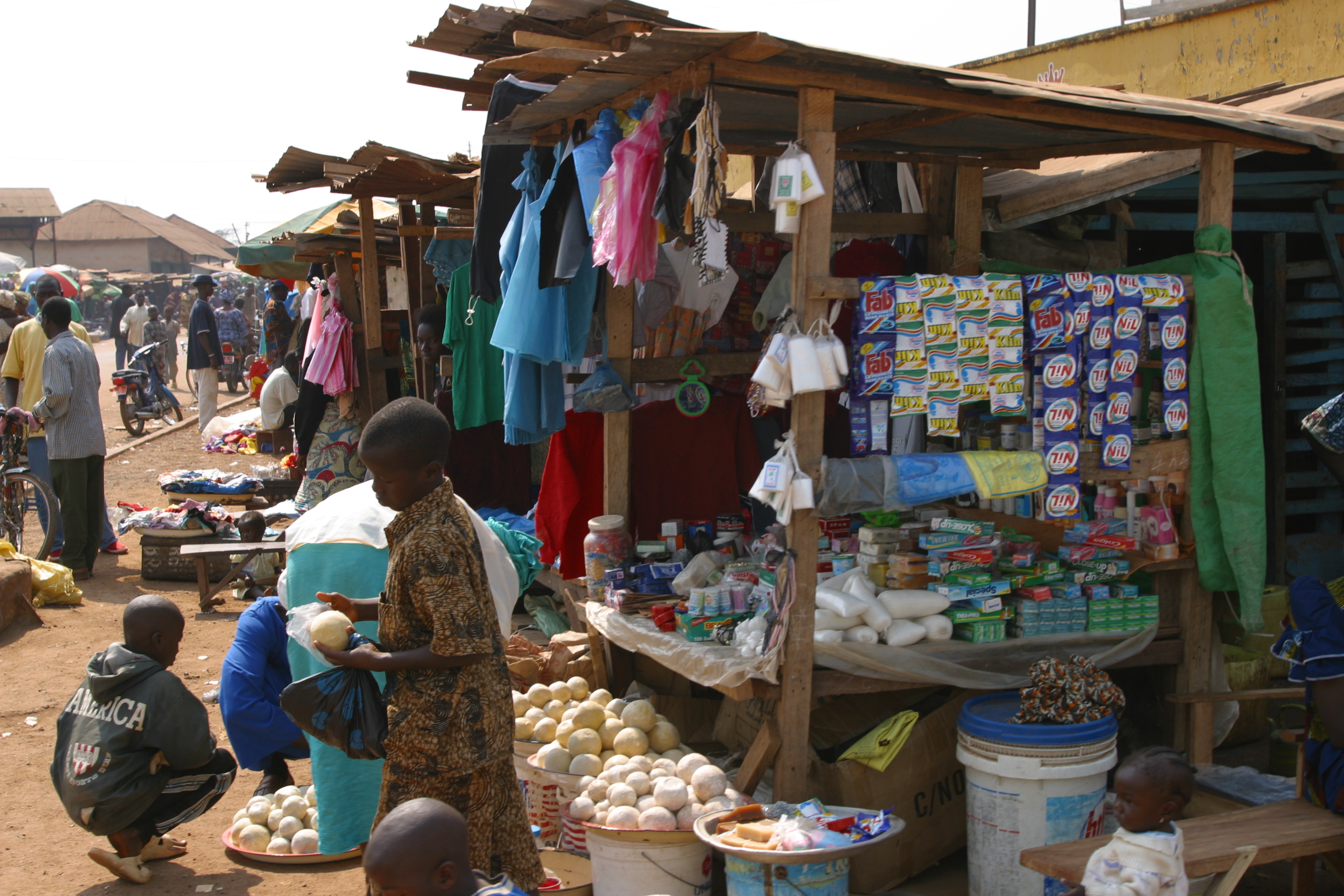
Markt in Kissidougou

1. Kissidougou-Centre
2. Albadaria
3. Banama
4. Bardou
5. Beindou
6. Fermessadou-Pombo
7. Firawa
8. Gbangbadou
9. Kondiadou
10. Manfran
11. Sangardo
12. Yendé-Millimou
13. Yombiro